# Nicolaas I van Lotharingen
Nicolaas I van Lotharingen ook wel Nicolaas van Anjou genoemd (Nancy, juli 1448 - aldaar, 27 juli 1473) was van 1470 tot aan zijn dood hertog van Lotharingen. Hij behoorde tot het huis Valois-Anjou.

## Levensloop
Nicolaas I was de zoon van hertog Jan II van Lotharingen uit diens huwelijk met Maria, dochter van hertog Karel I van Bourbon.
In 1461 werd hij verloofd met de toen eenjarige Anna van Beaujeu, de oudste dochter van koning Lodewijk XI van Frankrijk. De koning stuurde hem op veldtocht tegen hertog Frans II van Bretagne, een bondgenoot van de Bourgondische hertog Karel de Stoute, waarbij hij in 1468 Champtoceaux en Ancenis veroverde. In 1469 kregen Nicolaas en Anna het burggraafschap Thouars toegewezen. Een jaar nadien volgde Nicolaas zijn overleden vader op als hertog van Lotharingen. In 1471 werd hij eveneens hertog van Calabrië.
In 1472 werd hij een bondgenoot van Karel de Stoute, toen hij aan de zijde van de Bourgondiërs deelnam aan de invasie van Picardië en de belegering van Beauvais. Karel beschouwde Nicolaas eveneens als een potentiële echtgenoot voor zijn dochter Maria, om zo een machtige alliantie tussen Bourgondië en Lotharingen tot stand te brengen. In 1473 probeerde Nicolaas in eigen naam Metz te veroveren, maar de inwoners van de stad konden de poging afslaan.
In juli 1473 overleed hij plots op 25-jarige leeftijd, volgens sommige geruchten werd hij in opdracht van koning Lodewijk XI van Frankrijk vergiftigd. Nicolaas was ongehuwd gebleven en had geen wettige kinderen, maar had wel een buitenechtelijke dochter Margaretha, die huwde met Jan IV van Chabannes, graaf van Dammartin. Hij werd als hertog van Lotharingen opgevolgd door zijn tante Yolande, die gehuwd was met graaf Ferry II van Vaudémont.